# Тур Кёльна 2024
106-й выпуск Тура Кёльна — шоссейной однодневной велогонки по дорогам Германии в окрестностях Кёльна. Гонка прошла 26 мая 2024 года в рамках Европейского тура UCI 2024 (категория 1.1). Победу одержал нидерландский велогонщик Каспер ван Уден.

## Участники
| UCI WorldTeams (4)- Alpecin-Deceuninck - Intermarché-Wanty - Arkéa-B&B Hotels - Team dsm-firmenich PostNL UCI ProTeams (4)- Caja Rural-Seguros RGA - Bingoal WB - TDT-Unibet - Team Flanders-Baloise UCI Continental Teams (7)- Van Rysel-Roubaix - Santic-Wibatech - Team Storck-Metropol Cycling - Maloja Pushbikers - Lotto Kern-Haus PSD Bank - Rembe Pro Cycling Team Sauerland - Team Vorarlberg |
| |

## Маршрут
Гонка начнётся на Рейнаухафене в Кельне, затем трасса пройдет по гористой земле Бергиш, с длинными прямыми, короткими подъемами включая мощёный переход к замку Бенсберг.

## Ход гонки
На дистанции около 90 километров Биниам Гирмай провёл атаку и сформировалась группа из 11 человек, где были, среди прочих, Марко Халлер и Харм Ванхоук. Взаимодействие в отрыве не работало, поэтому Роджер Адриа, Мэттью Бреннан и Андерс Халланд Йоханнес оценили ситуацию и атаковали. Сильное трио было остановлено за 13 километров до финиша и далее никто не пытался атаковать. Массовый спринт был неизбежен, где сильнейшим стал Каспер ван Уден. Гирмаю пришлось довольствоваться вторым местом, а третье место занял Луи Блуве, что стало неожиданностью.

## Результаты
| \| Генеральная классификация \| Генеральная классификация \| Генеральная классификация \| Генеральная классификация \| Генеральная классификация \| \| Гонщик \| Гонщик \| Команда \| Время \| \| \| ------------------------- \| ------------------------- \| ------------------------- \| ------------------------- \| ------------------------- \| \| 1-й \| Каспер ван Уден \| Team dsm-firmenich PostNL \| 4ч 21' 55 \| \| \| 2-й \| Биньям Гирмай \| Intermarché-Wanty \| + 0 \| \| \| 3-й \| Louis Blouwe \| Bingoal WB \| + 0 \| \| |                 |                           |           |
| |                 |                           |           |
| Источник: ProCyclingStats |                 |                           |           |
| Генеральная классификация |                 |                           |           |
| Гонщик | Гонщик          | Команда                   | Время     |
| 1-й | Каспер ван Уден | Team dsm-firmenich PostNL | 4ч 21' 55 |
| 2-й | Биньям Гирмай   | Intermarché-Wanty         | + 0       |
| 3-й | Louis Blouwe    | Bingoal WB                | + 0       |